# Gladys Ascanio
Gladys Ascanio Arredondo, detta Laly (Caracas, 8 febbraio 1941), è una modella venezuelana, eletta Miss Venezuela nel 1960.
La modella è stata la rappresentante ufficiale del Venezuela a Miss International 1960, concorso tenuto a Long Beach, California, il 12 agosto 1960, dove si è classificata fra le quindici ultime finaliste del concorso.